# Jang Bogo (forskningsstation)
Jang Bogo (koreanska: 장보고과학기지) är en permanent sydkoreansk forskningsstation i Terra Nova Bay i Victoria Land (Ross Dependency) på det antarktiska fastlandet. Stationen är med sina 4000 m2 en av de större permanenta stationerna i Antarktis, och kan hysa 15 personer under vintern, 60 under sommaren. 
Stationen invigdes i februari 2014, och är Sydkoreas andra forskningsstation i Antarktis efter King Sejong Station på King George Island. Det finns ingen landningsbana kring Jang Bobo, men Sydkoreas nya isbrytare Araon förser båda stationerna med förnödenheter. 